# سيسيان
سيسيان (بالإنجليزية: Sisian)‏ هي municipality of Armenia تقع في أرمينيا في محافظة سيونيك. يقدر عدد سكانها بـ 16,800 نسمة ومساحتها 9 كم2 وترتفع عن سطح البحر 1,600 متر.